# 5050 TV
5050 TV est une chaîne de télévision locale diffusé dans la Manche.
Elle est gérée par l'Association pour la Promotion des Contenus Multimédia et Audiovisuels en Normandie 7 rue Bondor à Cherbourg Siren 501-233-019.

## Historique
5050 TV est une télévision locale d'initiative privée de la Manche.
Avec trois studios à Cherbourg-Octeville, Torigni-sur-Vire et Brécey, elle couvre tout le territoire du département de la Manche.
Sa grille est articulée autour :
- des thèmes : économie, culture, sport, mer et nautisme, tourisme et vie quotidienne
- des magazines : line-up, cheval cheval, BIM, SHORT
- des émissions spéciales, événements et festivals.

5050 TV est également partenaire de grands événements du département de la Manche.